# بابلو أندوخار
بابلو أندوجار ألبا (من مواليد 23 يناير 1986)، لاعب تنس إسباني محترف سابق. فاز بأربعة ألقاب فردية في جولة اتحاد لاعبي التنس المحترفين ووصل إلى التصنيف الفردي رقم 32 عالميًا في يوليو 2015. أفضل نتائجه هي الوصول إلى الجولة الرابعة من بطولة الولايات المتحدة المفتوحة 2019 ونصف نهائي بطولة فرنسا المفتوحة 2021.

## روابط خارجية
- بابلو أندوخار على موقع رابطة محترفي التنس (الإنجليزية)
- بابلو أندوخار على موقع الاتحاد الدولي لكرة المضرب (الإنجليزية)
- بابلو أندوخار على موقع كأس ديفيز (الإنجليزية)
- بابلو أندوخار على موقع خلاصة التنس.كوم (الإنجليزية)
- بابلو أندوخار على موقع اللجنة الأولمبية الدولية (الإنجليزية)
- بابلو أندوخار على موقع أوليمبيديا (الإنجليزية)
- بابلو أندوخار على موقع AS.com (الإسبانية)